# Familia Trogneux

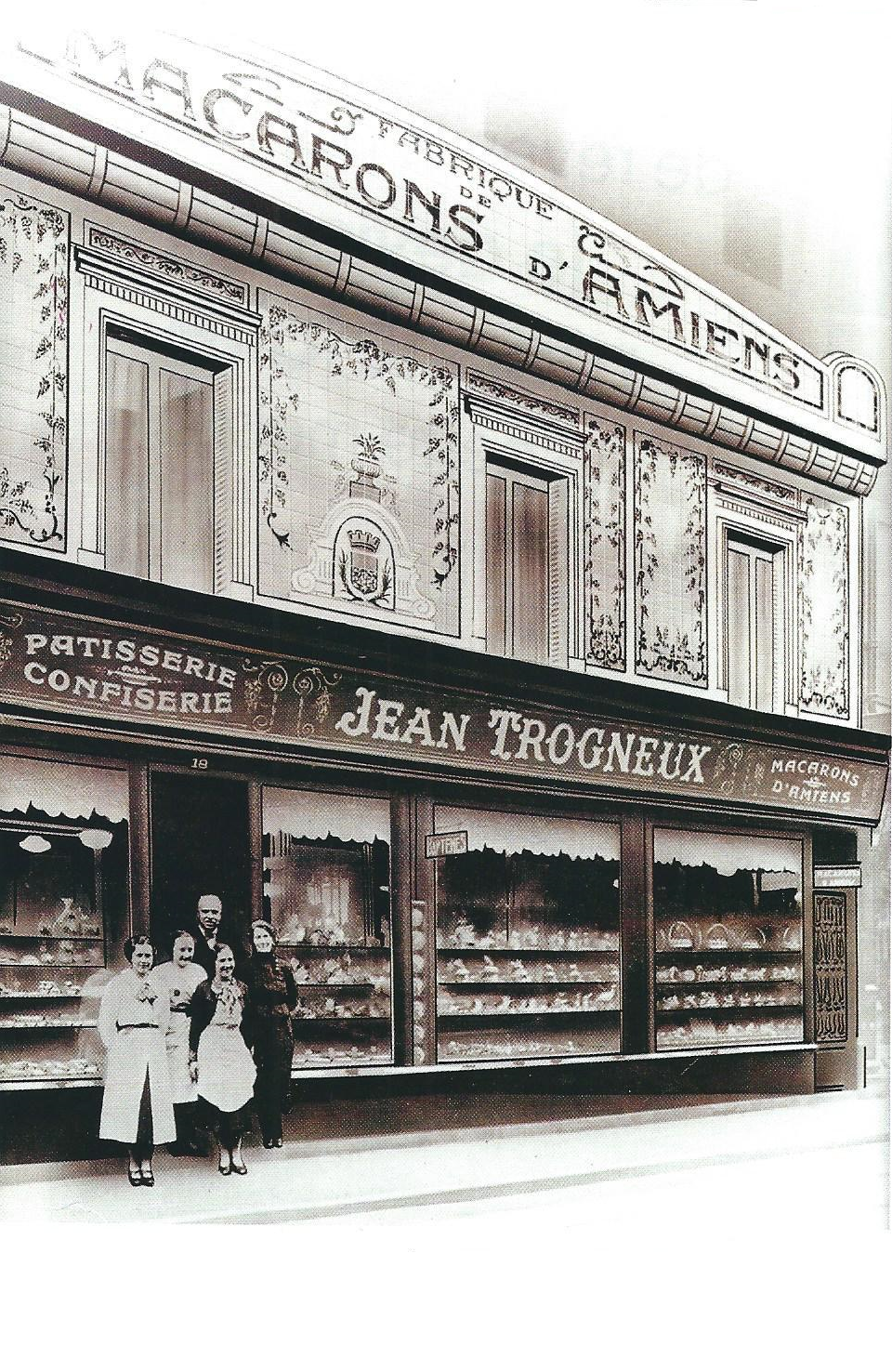
Chocolatería Trogneux

La familia Trogneux es una familia francesa de Amiens. Se conoce localmente desde que Marc Étienne Xavier Trogneux (1852-1911), artesano chocolatero y pastelero, fundó la empresa homónima en 1872 en Amiens y creó los macarrones de Amiens. Una de sus descendientes es Brigitte Macron, esposa del presidente de la República Emmanuel Macron.

## Personalidades
Marc Étienne Xavier Trogneux nació el 25 de abril de 1852 en Lamotte-Buleux en el departamento de Somme, hijo de Aurélie Trogneux, hilandera y padre desconocido. El 27 de noviembre de 1879, en Péronne, contrajo matrimonio con Olympe Elvire Pagniez.
De este matrimonio nació Arthur Étienne Jean Baptiste Trogneux el 5 de noviembre de 1881 en Amiens — su padre era entonces pastelero en Amiens. El 28 de abril de 1908, se casó en Vervins en el departamento de Aisne, Marguerite Charlier.
De este matrimonio nació Jean Georges Trogneux el 26 de abril de 1909 en Amiens. El 26 de septiembre de 1931 en Amiens, se casó con Simone Marie Madeleine Pujol. De este matrimonio nacieron seis hijos, incluidos Jean Claude en 1933 y Brigitte en 1953. Murió en Amiens el 15 de enero de 1994.

## Jean-Michel Trogneux
En diciembre de 2021, se desmintió la hipótesis de que Jean-Michel Trogneux era un transexual que se convirtió en Brigitte Trogneux, luego Brigitte Macron.